# Scaeva selenitica
Scaeva selenitica là một loài ruồi trong họ Ruồi giả ong (Syrphidae). Loài này được Meigen mô tả khoa học đầu tiên năm 1822. Scaeva selenitica phân bố ở miền Đông phương